# These Final Hours
Pour plus de détails, voir Fiche technique et Distribution.
These Final Hours est un thriller apocalyptique australien écrit et réalisé par Zak Hilditch, sorti en 2013.
Il est présenté à la Quinzaine des réalisateurs au Festival de Cannes 2014 ; il est sorti seulement en DVD sous le titre Final Hours en France et Les Derniers Jours au Québec.

## Synopsis
Une météorite est tombée sur terre, la vague de feu destructrice engendrée par ce phénomène a déjà rayé de la carte l'Europe ainsi que les États-Unis. Elle est en route vers l'Australie dont les habitants n'ont plus qu'une douzaine d'heures à vivre. C'est dans cette optique que James quitte son amante (enceinte de lui) pour rejoindre sa petite amie à la plus grande fête organisée pour cette fin du monde. En cours de route, James sauve Rose, une fillette qui se faisait agresser faute de policiers dans ce monde qui sombre en plein chaos. Il essaye de retrouver le père de Rose avant la fin du monde. Il retrouve sa sœur qui s'est suicidée après avoir enterré ses trois filles. Il va ensuite avec Rose à la grande fête organisée par le frère de sa petite amie. Il se dispute avec elle et quitte la fête avec Rose. Il va voir sa mère qui habite près de la grande fête. Il ment à sa mère en racontant qu'il a trouvé un mot de sa sœur annonçant qu'elle et ses filles étaient partie sans donner de destination. Il récupère du carburant, ce qui lui permet d'aller jusqu'à la maison de la tante de Rose où toute la famille avait prévu de se réunir. James trouve toute la famille de Rose morte dans une forêt proche de la maison. Rose souhaite veiller son père. James retourne alors chez son amante près de l'océan pour voir ensemble la vague de feu.

## Fiche technique
- Titre original : These Final Hours
- Titre français : Final Hours (DVD)
- Titre québécois : Les Derniers Jours (DVD)
- Réalisation : Zak Hilditch
- Scénario : Zak Hilditch
- Direction artistique : Nigel Devenport
- Costumes : Marcia Ball
- Photographie : Bonnie Elliott
- Montage : Nick Meyers
- Musique : Cornel Wilczek
- Production : Liz Kearney
- Sociétés de production : 8th in Line et XYZ Films
- Sociétés de distribution : Roadshow Films (Australie) ; Keep Case (France)
- Pays d'origine : Australie
- Langue originale : anglais
- Format : couleur - 35 mm - 2,35:1
- Genre : thriller apocalyptique
- Durée : 87 minutes
- Dates de sortie[1] : 
  -  Australie : 2 août 2013 (Festival international du film de Melbourne)
  -  France : 19 mai 2014 (Festival de Cannes 2014) ; 20 janvier 2016 (DVD)
  -  Belgique : 16 octobre 2014 (Festival international du film de Flandre-Gand)
  -  Québec : 30 décembre 2014 (DVD)
  -  Suisse : 4 juillet 2014 (Festival international du film fantastique de Neuchâtel 2014)

## Distribution
- Nathan Phillips (VF : Michaël Cermeno) : James
- Angourie Rice (VF : Héloïse Chettle) : Rose
- Jessica De Gouw : Zoe
- Daniel Henshall (VF : Olivier Valiente) : Freddy
- Kathryn Beck (VF : Caroline Lemaire) : Vicky
- Sarah Snook : la mère de Mandy
- David Field (VF : Jean-Didier Aïssy) : Radio Man